# Politician

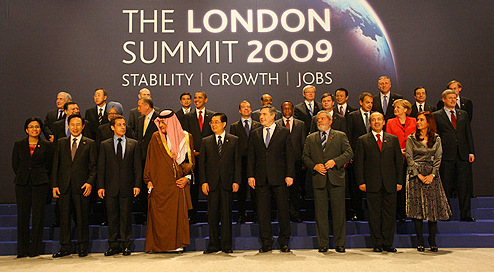
G20

Politician sau om politic este o persoană cu un rol important în activitatea politică; reprezintă ocupația celui care își desfășoară activitatea principală în acest domeniu.
Există și politicieni care nu țin direct de vreun partid politic; aceștia se numesc „politicieni independenți”.

## Identitate
Politicienii sunt oameni care sunt activi din punct de vedere politic, în special în politica de partid. Pozițiile variază de la birourile locale la birourile executive, legislative și judiciare ale guvernelor regionale și naționale. Unii ofițeri de poliție aleși, cum ar fi șerifii, sunt considerați politicieni.

## Calități
Conform lui Max Weber, un bun politician trebuie să aibă trei calități:
- pasiune (Leidenschaft)
- sensul răspunderii (Verantwortungsgefühl)
- sensul proporției (Augenmaß)

Conform fostei senatoare australiene Vicki Bourne calitățile necesare sunt:
- să fie modest
- să fie agreabil
- să gândească strategic
- să se specializeze
- să aibă țeluri clare, care pot fi atinse
- să înțeleagă problemele
- să asculte de părerea altora
- să știe să spună „nu” într-un mod plăcut și respectuos
- să-și înțeleagă instituția
- să câștige respectul celorlalți

Conform lui Lee Hamilton, fost membru al Congresului SUA, unele dintre aceste calități sunt:
- să fie onest
- să fie energetic și să aibă putere de concentrare
- să fie ambițios
- să știe cum să folosească sistemul pentru a obține rezultate
- să-și cunoască limita puterii
- să se vadă în perspectivă
- să îi placă să discute cu oricine oriunde și să știe bine cum să comunice mesajul
- să știe să facă concesii